# Bractéate

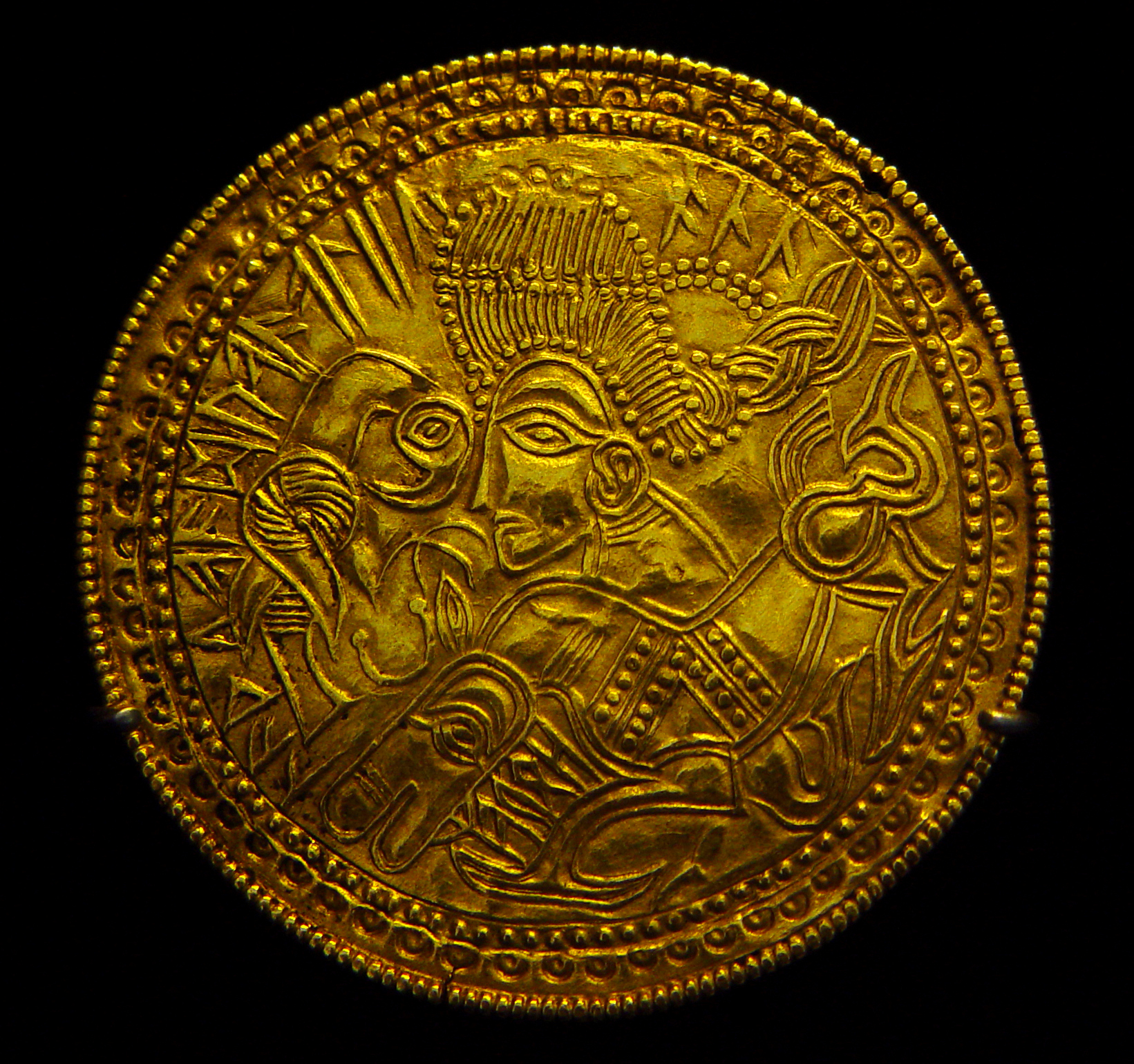
Bractéate danois (musée national du Danemark).

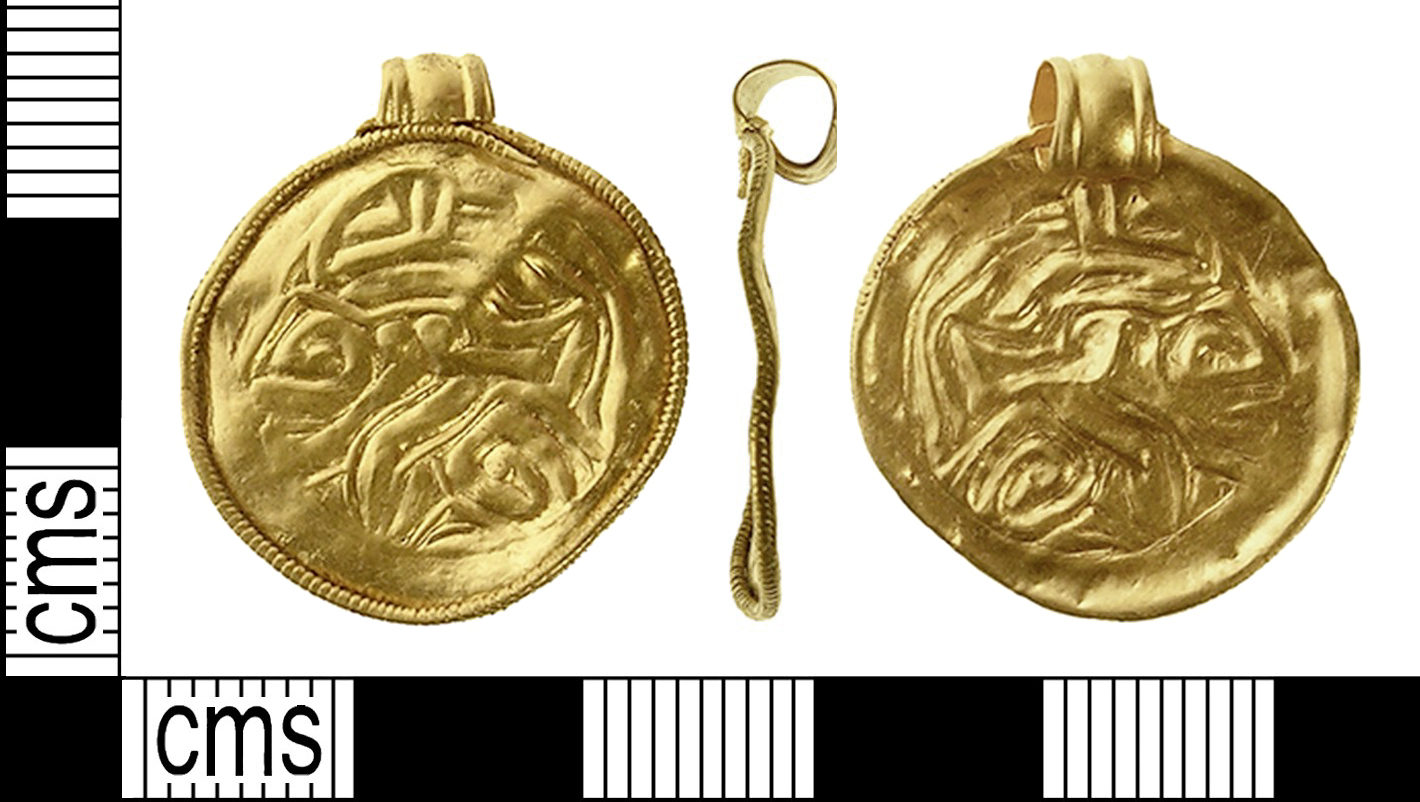
Bractéate en or de l'île de Man.

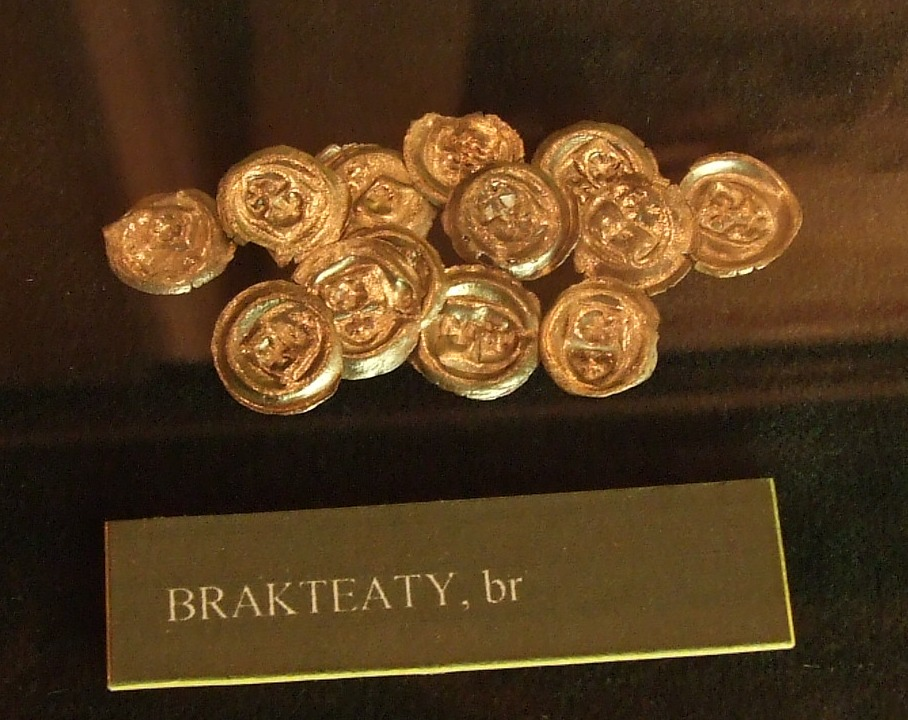
Bractéates polonais (musée d'Elbląg).

Une bractéate est un type de monnaie ou de médaille où l'empreinte est en relief sur la face et en creux sur le revers. Ces objets apparaissent en Europe du Nord à l'époque de l'Âge du fer germanique et la majorité d'entre eux ont été retrouvés dans le sud de la Scandinavie.

## Étymologie
Le mot bractéate provient du latin bractea, qui désigne une petite feuille de métal.

## Histoire
Les bractéates sont apparus dès le Ve siècle en Europe du Nord à l'époque de l'âge du fer germanique ; de nombreuses pièces furent découvertes au Danemark, en Norvège, en Suède, en Allemagne et en Angleterre.
Les bractéates médiévales sont des pièces de monnaie en argent, en relief et en creux d'un diamètre de 22 à 55 mm. Dès cette époque, les bractéates se répandent en Europe centrale, notamment chez les Huns.
De même type que la monnaie romaine, les motifs sont la représentation de personnages importants (souverains et mythologie germanique) et d'animaux, dans le style animal, caractérisé par des représentations d'animaux et d'oiseaux, qui fut une particularité de l'art scandinave à l'époque des migrations germaniques.
Des monnaies divisionnaires, des oboles, ont existé dès la fin de la période mérovingienne3 et au début de la période carolingienne4. Ces oboles du VIIIe siècle ont la particularité d’être bractéates et unifaces.
Les demi-bractéates étaient en usage dans le sud de l'Allemagne et en Suisse. Des bractéates furent coupés en deux ou en quatre pour les besoins commerciaux. Ces pièces étaient la seule division du pfennig bractéate jusque vers le milieu du XIIIe siècle, époque où on commence à frapper des bractéates appelées Haelblinge puis Scherfe qui étaient la moitié du pfennig.
Sur le pourtour de la mer Méditerranée, des bractéates furent frappés lors de la conquête musulmane du Maghreb.

## Typologie
Au XIXe siècle, les historiens scandinaves Christian Jürgensen Thomsen et Oscar Montelius proposent une typologie des bractéates qui répartit les spécimens connus (environ un millier) en sept catégories :
- le type A (92 spécimens environ) représente un visage humain, inspiré des portraits impériaux romains ;
- le type B (91 spécimens environ) représente trois personnages en pied ;
- le type C (426 spécimens environ) représente un visage humain de profil au-dessus d'un quadrupède cornu et accompagné d'un corbeau ;
- le type D (359 spécimens environ) représente des animaux stylisés ;
- le type F (17 spécimens), sous-classe du type D, représente également des animaux stylisés ;
- le type M (17 spécimens), sous-classe du type A, représente également un visage humain, mais sur deux faces[4].

Le septième type de bractéate, le type E (280 spécimens environ), est un peu plus tardif que les autres. Il représente un animal triskèle à l'intérieur d'un motif circulaire.